# 동6궁
자금성 내정 동6궁은 명나라와 청나라의 황제의 처첩들이 살았던 곳이다. 청나라는 옹정제 이후의 역대 황후들이 모두 곤녕궁을 침전으로 삼지 않았다. 동6궁과 서6궁 중 비어있는 궁전 하나를 골라 침전으로 삼았다. 명나라때의 자금성 동6궁은 모두 후궁이 거처했고, 청나라때는 경양궁을 어서방과 장서처로 사용했기 때문에, 경양궁에 거처한 후궁은 없었다.

동6궁에 있는 궁궐은 다음과 같다.
- 승건궁(承乾宮)
- 경인궁(景仁宮)
- 종수궁(鍾粹宮)
- 영화궁(永和宮)
- 연희궁(延禧宮)
- 경양궁(景陽宮)

이 여섯개의 궁궐은 자금성의 동쪽에 가지런히 자리잡고있어 동6궁이라 일컬어지고, 그에 맞춰 자오선 서쪽에 있는 궁을 서6궁이라고 부른다. 동서6궁(때로는 동서12궁이라고도 한다)은 중앙의 후삼궁을 겨드랑이처럼 끼고 있어, 예전의 이른바 정자과 대비된다.

## 같이 보기
- 자금성
- 서6궁
- 후궁
- 청나라의 후궁